# Siegfried Selberherr
Siegfried Selberherr (Klosterneuburg, 3 agosto 1955) è un ingegnere microelettronico e ricercatore austriaco, professore all'Istituto per la Microelettronica dell'Università Tecnica di Vienna.
Il suo primario interesse di ricerca è la modellazione e la simulazione di fenomeni fisici inerenti alla microelettronica.

## Biografia
Dal 1988 Siegfried Selberherr è professore ordinario di tecnologia di programmazione di sistemi microelettronici all'Università Tecnica di Vienna. Ha studiato ingegneria elettrica alla Università Tecnica di Vienna, dove ha conseguito i titoli di ingegnere e dottore in scienze applicate rispettivamente nel 1978 e nel 1981, e l'abilitazione nel 1984. Dopo è stato ricercatore ospite ai Bell Laboratories per un certo periodo. 
Dal 1996 al 2020 Prof. Selberherr è stato "Distinguished Lecturer" dell'Istituto degli Ingegneri Elettrici ed Elettronici Electron Devices Society.
Negli anni 1998-2005 è stato preside della Facoltà di Ingegneria Elettrica e Tecnologia dell'Informazione dell'Università Tecnica di Vienna. Inoltre, dal 2001 al 2018 è stato membro e vice presidente del consiglio di sorveglianza dell'ams AG e da allora presta servizio come consulente scientifico del consiglio. Dal 2004 lui è membro del comitato consultivo del Dipartimento per l'Agrobiotecnologia dell'Università di Risorse Naturali e Scienze della Vita di Vienna.

## Lavori e opere
Nella sua carriera scientifica, il Prof. Selberherr ha pubblicato, con i suoi gruppi di ricerca, più di 400 articoli su riviste scientifiche e più di 1200 articoli in atti di conferenze, di cui più di 250 sono stati per interventi su invito. Inoltre, ha pubblicato 3 libri ed è coautore di più di 40 volumi, e ha supervisionato finora più di 100 dissertazioni.
Durante il suo lavoro di ricerca ha sviluppato un simulatore per dispositivi “Metallo-Ossido-Semiconduttore” (MINIMOS), in cui è stato implementato un modello della mobilità dei portatori carichi, creato dallo stesso prof. Selberherr e che da lui ha preso il nome. Ha inoltre supervisionato numerosi progetti di ricerca con note industrie di semiconduttori e con agenzie di finanziamento della ricerca scientifica, fra cui il Fondo Austriaco per la Scienza, l'Associazione Christian Doppler per la Ricerca e il Consiglio Europeo della Ricerca.

## Onorificenze e premi
(Selezione)
- 2021: 'Fellow' dell'Associazione di Intelligenza Artificiale dell'Asia e del Pacifico[1]
- 2021: 'Life Fellow' dell'Istituto degli Ingegneri Elettrici ed Elettronici
- 2018: Premio “Cledo Brunetti” dell'Istituto degli Ingegneri Elettrici ed Elettronici
- 2015: Medaglia "Franz Dinghofer" dell'Istituto Dinghofer
- 2014: Decorazione d'onore Marin Drinov con nastro dell'Accademia Bulgara delle Scienze
- 2013: Membro titolare dell'Academia Europaea
- 2011: Croce d'Argento di Commendatore dell'Ordine al Merito per Distinti Servizi per la Provincia Federale della Bassa Austria
- 2009: “Advanced Grant” del Consiglio Europeo della Ricerca
- 2006: Dottore Honoris Causa dell'Università di Niš
- 2005: Gran Decorazione d'Onore per Servizi alla Repubblica d’Austria
- 2004: Membro ufficiale dell'Accademia Europea per le Scienze e le Arti
- 2001: Premio “Erwin Schrödinger” dell'Accademia Austriaca delle Scienze
- 1994: Medaglia “Wilhelm Exner” dell'Associazione Austriaca delle Piccole e Medie Imprese
- 1993: 'Fellow' dell'Istituto degli Ingegneri Elettrici ed Elettronici
- 1986: Premio “Heinz Zemanek” della Società Austriaca per i Computer
- 1983: Premio “Dr. Ernst Fehrer” dell'Università Tecnica di Vienna

## Principali pubblicazioni
(Selezione)

### Riviste scientifiche
- L. Filipovic, S. Selberherr. Thermo-Electro-Mechanical Simulation of Semiconductor Metal Oxide Gas Sensors., Materials, Vol.12, No.15, pp. 2410-1–2410-37, 2019, DOI: 10.3390/ma12152410.
- V. Sverdlov, S. Selberherr. Silicon Spintronics: Progress and Challenges., Physics Reports, Vol.585, pp. 1–40, 2015, DOI: 10.1016/j.physrep.2015.05.002.
- H. Ceric, S. Selberherr. Electromigration in Submicron Interconnect Features of Integrated Circuits, Materials Science and Engineering R, Vol.71, pp. 53–86, 2011, DOI: 10.1016/j.mser.2010.09.001.
- V. Sverdlov, E. Ungersboeck, H. Kosina, S. Selberherr. Current Transport Models for Nanoscale Semiconductor Devices., Materials Science and Engineering R,  Vol.58, No.6-7, pp. 228–270, 2008, DOI: 10.1016/j.mser.2007.11.001.
- T. Grasser, T.-W. Tang, H. Kosina, S. Selberherr. A Review of Hydrodynamic and Energy-Transport Models for Semiconductor Device Simulation., Proceedings of the IEEE, Vol.91, No.2, pp. 251–274, 2003, DOI: 10.1109/JPROC.2002.808150.
- S. Selberherr, A. Schütz, H. Pötzl. MINIMOS – A Two-Dimensional MOS Transistor Analyzer., IEEE Trans.Electron Devices, Vol.ED-27, No.8, pp. 1540–1550, 1980, DOI: 10.1109/T-ED.1980.20068.

### Libri
- M. Nedjalkov, I. Dimov, S. Selberherr. Stochastic Approaches to Electron Transport in Micro- and Nanostructures, Birkhäuser, Basel, ISBN 978-3-030-67916-3, 214 pagine, 2021, DOI: 10.1007/978-3-030-67917-0.
- R. Klima, S. Selberherr. Programmieren in C, 3. Auflage, Springer-Verlag, Wien-New York, ISBN 978-3-7091-0392-0, 366 pagine, 2010, DOI: 10.1007/978-3-7091-0393-7.
- J.W. Swart, S. Selberherr, A.A. Susin, J.A. Diniz, N. Morimoto. (Eds.) Microelectronics Technology and Devices, The Electrochemical Society, ISBN 978-1-56677-646-2, 661 pagine, 2008.
- T. Grasser, S. Selberherr. (Eds.) Simulation of Semiconductor Processes and Devices, Springer-Verlag, Wien-New York, ISBN 978-3-211-72860-4, 460 pagine, 2007, DOI: 10.1007/978-3-211-72861-1.
- F. Fasching, S. Halama, S. Selberherr. (Eds.) Technology CAD Systems, Springer-Verlag, Wien-New York, ISBN 978-3-7091-9317-4, 309 pagine, 1993, DOI: 10.1007/978-3-7091-9315-0.
- S. Selberherr. Analysis and Simulation of Semiconductor Devices, Springer-Verlag, Wien-New York, ISBN 978-3-7091-8754-8, 294 pagine, 1984, DOI: 10.1007/978-3-7091-8752-4.